# Genevieve Cowie
Genevieve Cowie (* 10. Januar 1995) ist eine australische Hürdenläuferin, die sich auf den 400-Meter-Hürdenlauf spezialisiert hat.

## Sportliche Laufbahn
Erste internationale Erfahrungen sammelte Genevieve Cowie 2019 bei den Ozeanienmeisterschaften in Townsville, bei denen sie in 58,50 s den fünften Platz belegte. Anschließend gelangte sie bei der Sommer-Universiade in Neapel bis in das Halbfinale und schied dort mit 57,91 s aus. Zudem gewann sie mit der australischen 4-mal-400-Meter-Staffel in 3:34,01 min die Bronzemedaille hinter der Ukraine und Mexiko.

## Persönliche Bestleistungen
- 400 m Hürden: 57,18 s, 8. Februar 2019 in Canberra